# 福岡市立今宿小学校

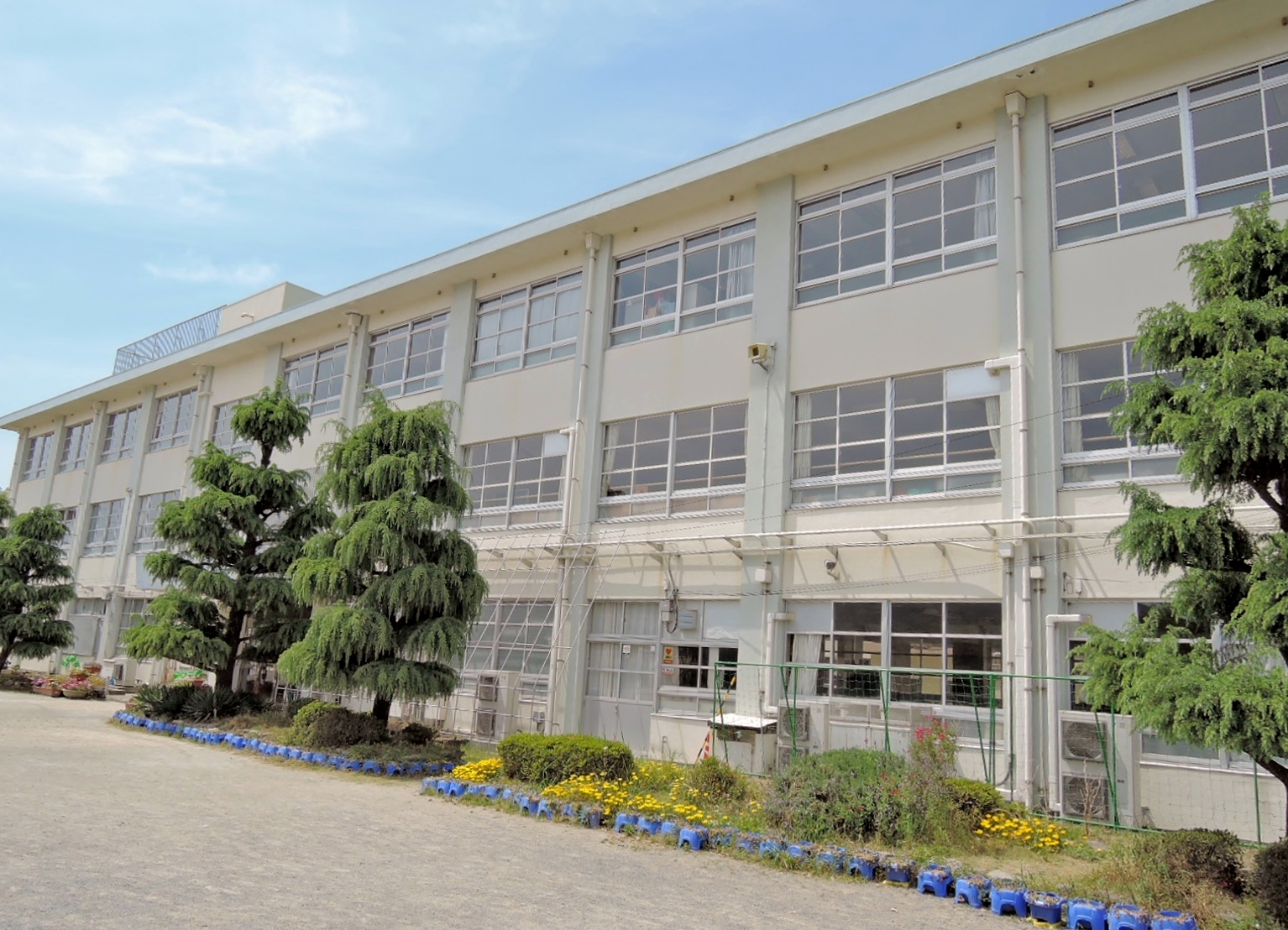
福岡市西区の福岡市立今宿小学校

福岡市立今宿小学校（ふくおかしりつ いまじゅくしょうがっこう）は、福岡県福岡市西区今宿東一丁目にある公立小学校。

## 概要
- 教育目標は「心豊かで自ら考え、たくましく生きる力を持った子どもの育成」。
- 総面積は14,544平方メートル。
- 在籍児童数は2021年度現在。1,037名。

(福岡市立今宿小学校 学校紹介 より)

## 年間行事
以下は平成21年度の主な年間行事。
- 4月 始業式、入学式、歓迎遠足、学習参観懇談、PTA総会
- 5月 避難訓練（火災）、運動会、家庭訪問
- 6月 家庭訪問、プール開き
- 7月 自転車教室、学習参観懇談、プール納会、終業式
- 8月 夏休み
- 9月 始業式、鑑賞会、北九州見学（5年）、修学旅行（6年）、学習参観懇談
- 10月 自然教室（5年）、少年科学文化会館見学（3年）
- 11月 オープンスクール、子どもまつり、学習発表会
- 12月 人権学習参観懇談、終業式
- 1月 始業式、学習参観懇談
- 2月 送別遠足、PTA年度末総会
- 3月 学習参観、年度末懇談会、卒業証書授与式、修了式

（福岡市立今宿小学校 - 年間行事より）